# Seki Shinsuke Kowa
Det här är en artikel om en person med japanskt personnamn; Seki är familjenamnet.
Seki Shinsuke Kōwa (関孝和) eller Seki Takakazu, född mars 1642 i Edo eller Fujioka, Japan, död 5 december 1708 i Edo, Japan, var en japansk matematiker och författare under Edoperioden. Han är känd som Japans kanske störste matematiker och ses ofta som japansk matematiks wasan, fader. Han brukar kallas för Japans Newton.
Även om han var samtida med den tyska polymatiska matematikern och filosofen Gottfried Leibniz och den brittiska polymatthfysikern och matematikern Isaac Newton, så var Sekis arbete oberoende. Till exempel krediteras han för upptäckten av Bernoullitalen. Den resulterande och avgörande faktorn (den första 1683, den fullständiga versionen senast 1710) tillskrivs honom.

## Biografi
Inte mycket är känt om Sekis privatliv. Hans födelseort har angetts som antingen Fujioka, Gunma Prefecture, eller Edo. Hans födelsedatum enligt olika källor sträcker sig från 1635 till 1643.
Han föddes till Uchiyama-klanen, ett del av Ko-shu han och adopterades in i Seki-familjen, ett gren för shōgun. Under tiden i Ko-shu han var han involverad i ett utredningsprojekt för att ta fram en tillförlitlig karta över sin arbetsgivares mark. Han tillbringade många år med att studera kinesiska kalendrar från 1200-talet för att ersätta den mindre exakta som användes i Japan vid den tiden.

## Karriär

### Kinesiska matematiska rötter

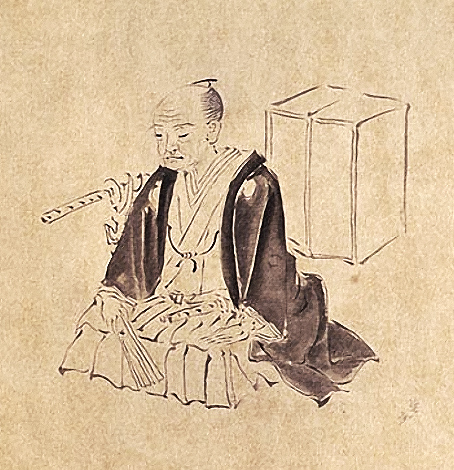
Bläckteckning av Seki Takakazu, från Ishikawa-klanens arkiv

Sekis matematik (och wasan som helhet) baserades på matematiska kunskaper som ackumulerats från 1200-talet till 1400-talet. Materialet i dessa arbeten bestod av algebra med numeriska metoder, polynomiell interpolation och dess tillämpningar och obestämda heltalsekvationer. Sekis arbete är mer eller mindre baserat på och relaterat till dessa kända metoder.
Kinesiska algebraiker upptäckte numerisk utvärdering (Horners metod, återupprättad av William George Horner på 1800-talet) av algebraisk ekvation av godtycklig grad med reella koefficienter. Genom att använda Pythagoras sats reducerades systematiskt de geometriska problemen till algebra. Antalet okända i en ekvation var dock ganska begränsat. De använde matrisnotation för att representera en formel, till exempel {\displaystyle (a\ b\ c)} för {\displaystyle ax^{2}+bx+c}.
Senare utvecklade de en metod som använder tvådimensionella matriser, som representerar högst fyra variabler, men metodens omfattning var begränsad. Följaktligen var ett mål för Seki och hans samtida japanska matematiker utvecklingen av allmänna multivariabla algebraiska ekvationer och elimineringsteori.
I den kinesiska metoden för polynomiell interpolation var motiven att förutsäga himlakropparnas rörelse från observerade data. Metoden tillämpades också för att hitta olika matematiska formler. Seki lärde sig denna teknik, troligtvis, genom sin noggranna undersökning av kinesiska kalendrar.

### Konkurrens med samtida

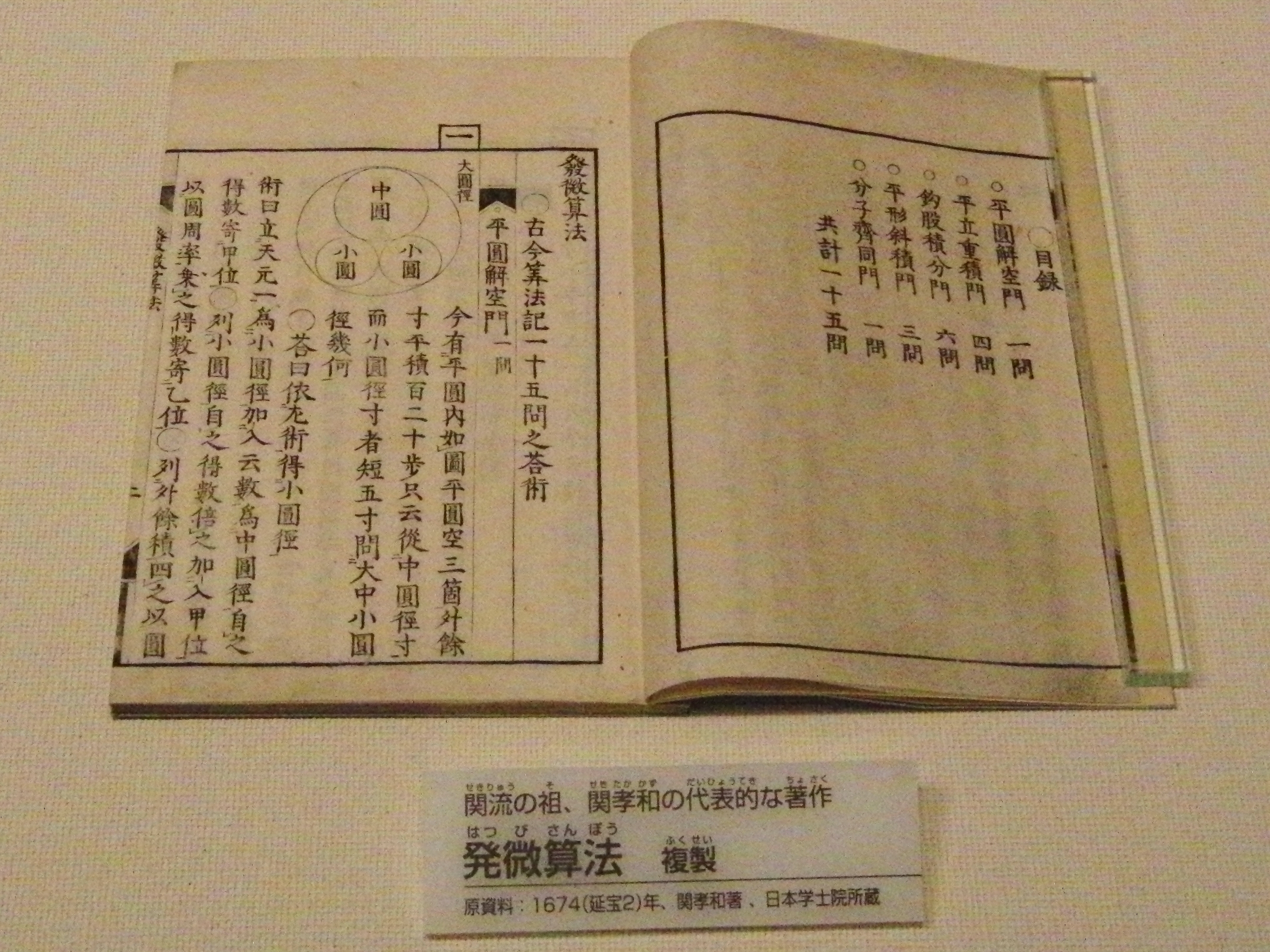
Kopia av Hatsubi Sanpō utställd i National Museum of Nature and Science, Tokyo, Japan.

År 1671 hade Sawaguchi Kazuyuki (沢口 一之), en elev av Hashimoto Masakazu (橋本 正数) i Osaka, publicerat Kokon Sanpō Ki (古今算法記), som visade den första omfattande tillämpningen av kinesisk algebra i Japan. Han gjorde det framgångsrikt på problem som föreslagits av hans samtida. Före honom löstes dessa problem med aritmetiska metoder. I slutet av boken utmanade han andra matematiker med 15 nya problem, som kräver multivariabla algebraiska ekvationer.
År 1674 publicerade Seki Hatsubi Sanpō (発微算法), vilket gav lösningar på alla de 15 problemen. Metoden han använde kallas bōsho-hō. Han introducerade användningen av kanji för att representera okända och variabler i ekvationer. Även om det var möjligt att representera ekvationer av godtycklig grad (han behandlade en gång den 1458:e graden) med negativa koefficienter, fanns det inga symboler som motsvarade parenteser, likhetstecken eller division. Till exempel {\displaystyle ax+b} kan också innebära att {\displaystyle ax+b=0}. Senare förbättrades systemet av andra matematiker, och till slut blev det lika uttrycksfullt som de som utvecklades i Europa.

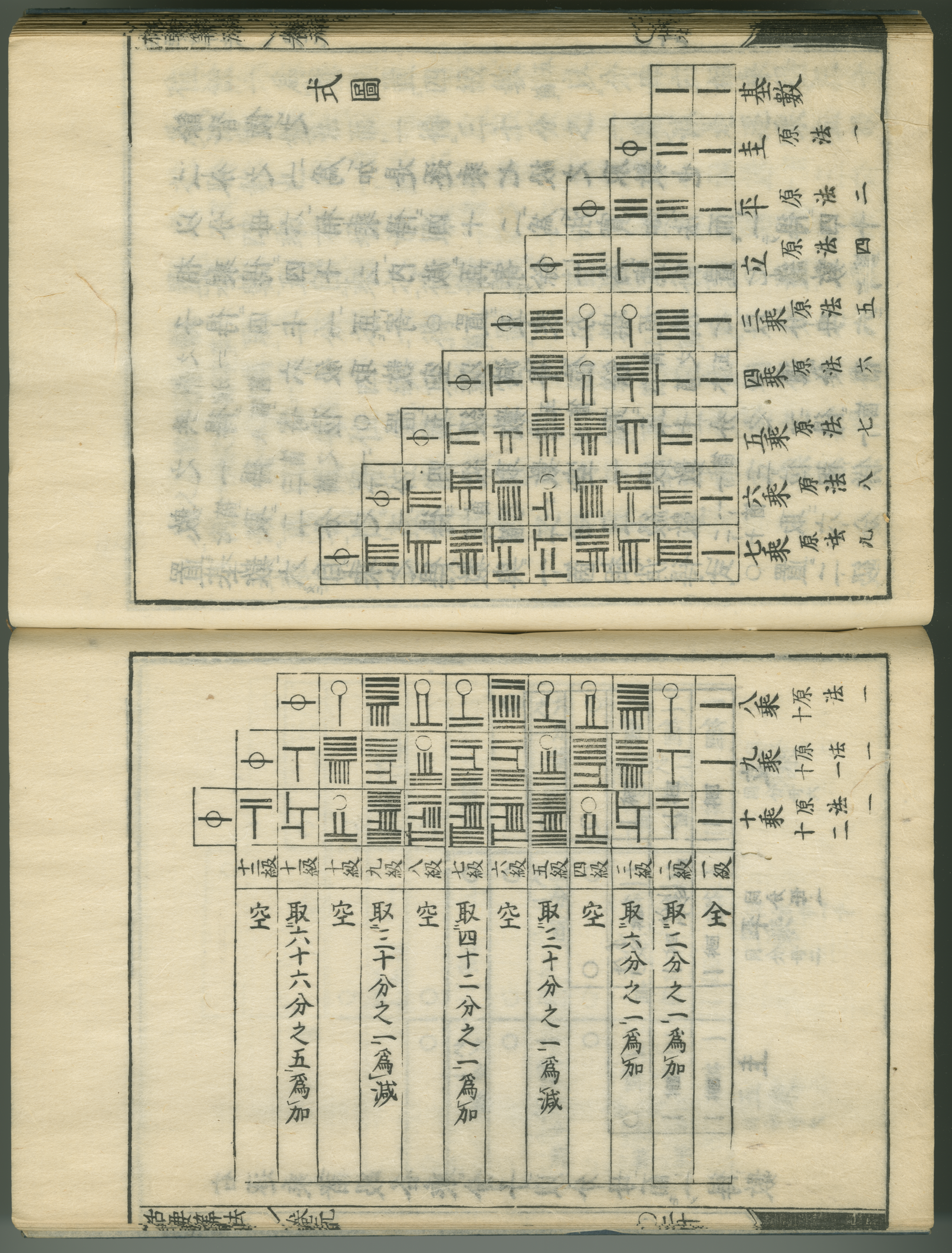
En sida från Sekis Katsuyō Sanpō (1712), med tabulering av binomiala koefficienter och Bernoullital.

I sin bok från 1674 gav Seki dock endast envariabla ekvationer som härrörde från eliminering, men alls ingen redogörelse för processen eller hans nya system av algebraiska symboler och det förekom några fel i den första utgåvan. En matematiker i Hashimotos skola kritiserade verket och sa att "endast tre av 15 var rätt". År 1678, Tanaka Yoshizane (田中 由真), som kom från Hashimotos skola och var aktiv i Kyoto, författade Sanpō Meikai (算法明記), och gav nya lösningar på Sawaguchis 15 problem, med hjälp av sin version av multivariabel algebra, liknande Sekis. För att svara på kritiken, publicerade, Takebe Katahiro (建部 賢弘), en av Sekis elever, 1685 Hatsubi Sanpō Genkai (発微算法諺解), anteckningar om Hatsubi Sanpō, där han i detalj visade elimineringsprocessen med algebraiska symboler.
Effekten av införandet av den nya symboliken var inte begränsad till algebra. Med den blev matematiker på den tiden kapabla att uttrycka matematiska resultat på ett mer allmänt och abstrakt sätt. De koncentrerade sig på studier av eliminering av variabler.

### Elimineringsteori
År 1683, fortsatte Seki med elimineringteori, baserat på resultanter, i Kaifukudaien ingen Hō (解伏題之法). För att uttrycka resultatet utvecklade han begreppet determinant. Medan formeln för 5×5-matriser i hans manuskript uppenbarligen är fel och alltid blir 0, visar Taisei Sankei (大成算経) i sin senare publikation, skriven 1683-1710 tillsammans med Katahiro Takebe (建部 賢弘) och hans bröder, en korrekt och allmän formel (Laplace).
I jämförelse med europeisk matematik var Sekis första manuskript så tidigt som Leibniz första kommentar i ämnet, som behandlade matriser endast fram till 3x3-fallet. Ämnet glömdes bort i väst tills Gabriel Cramer 1750 återkom till det med samma motiv. Elimineringsteori motsvarande wasanformen återupptäcktes av Étienne Bézout 1764 och Laplaces formel fastställdes tidigast 1750.
Seki studerade också egenskaperna hos algebraiska ekvationer till hjälp för numerisk lösning. Den mest anmärkningsvärda av dessa är villkoren för förekomsten av flera rötter baserade på diskriminanten, som är resultatet av en polynom och dess "derivat": Hans arbetsdefinition av "derivat" var O(h) termen i f(x + h), som beräknades med binomialsatsen.

### Beräkning av pi
Ett annat av Sekis bidrag var preciseringen av cirkeln, dvs. han fick ett värde för π som var korrekt till den 10:e decimalen, med hjälp av vad som nu kallas Aitkens deltakvadratiska process, återupptäckt på 1900-talet av Alexander Aitken.

## Utmärkelser
Asteroiden 7483 Sekitakakazu är uppkallad efter honom.

## Galleri

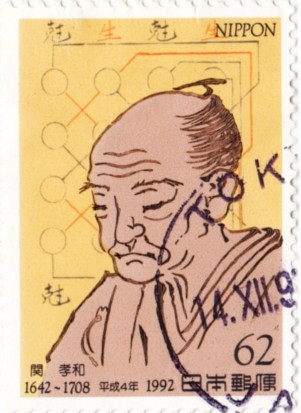
Seki på ett frimärke 1992, från en bläcktecking från Edo-eran
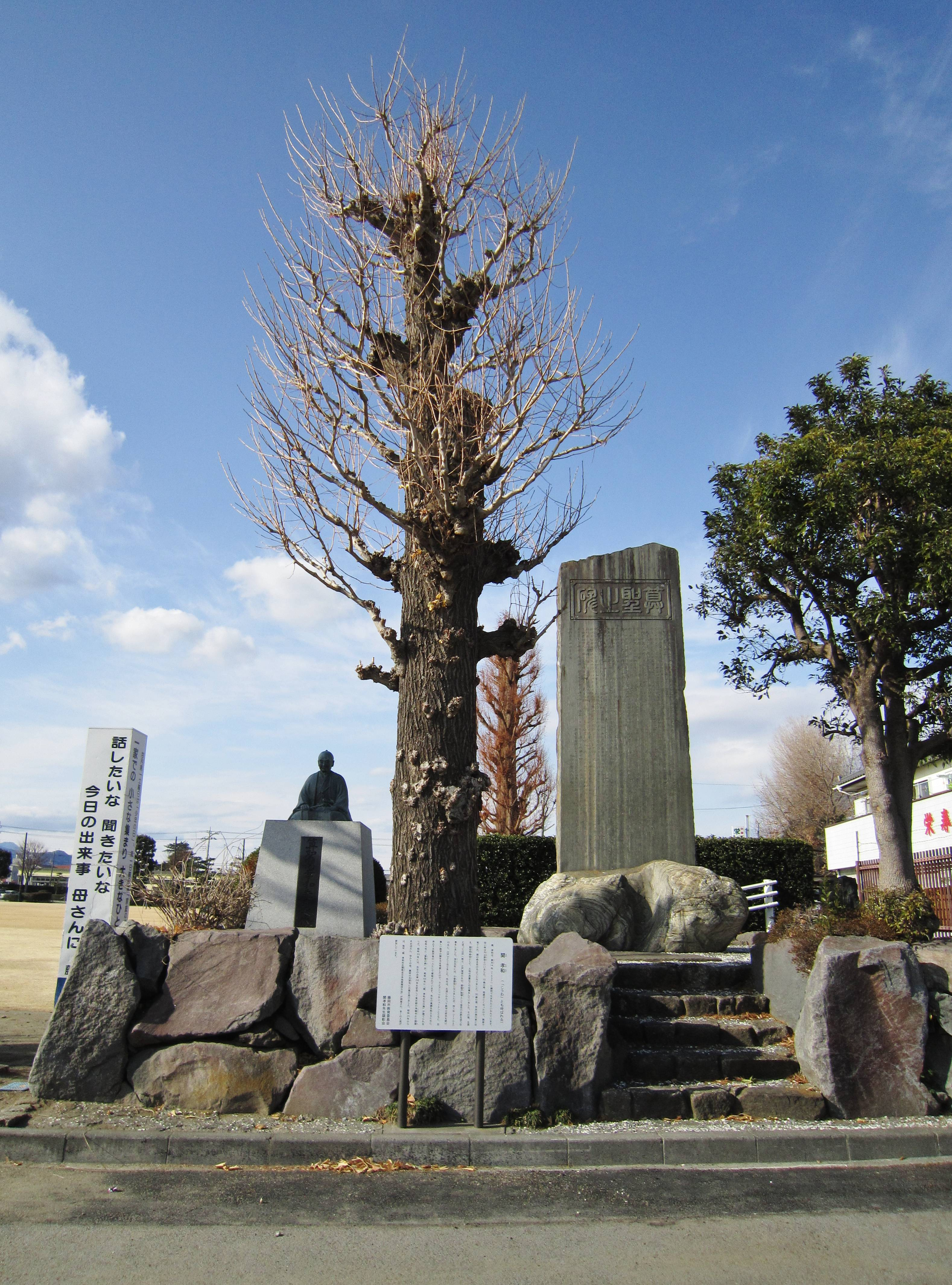
Till mine av Seki, med stele och staty
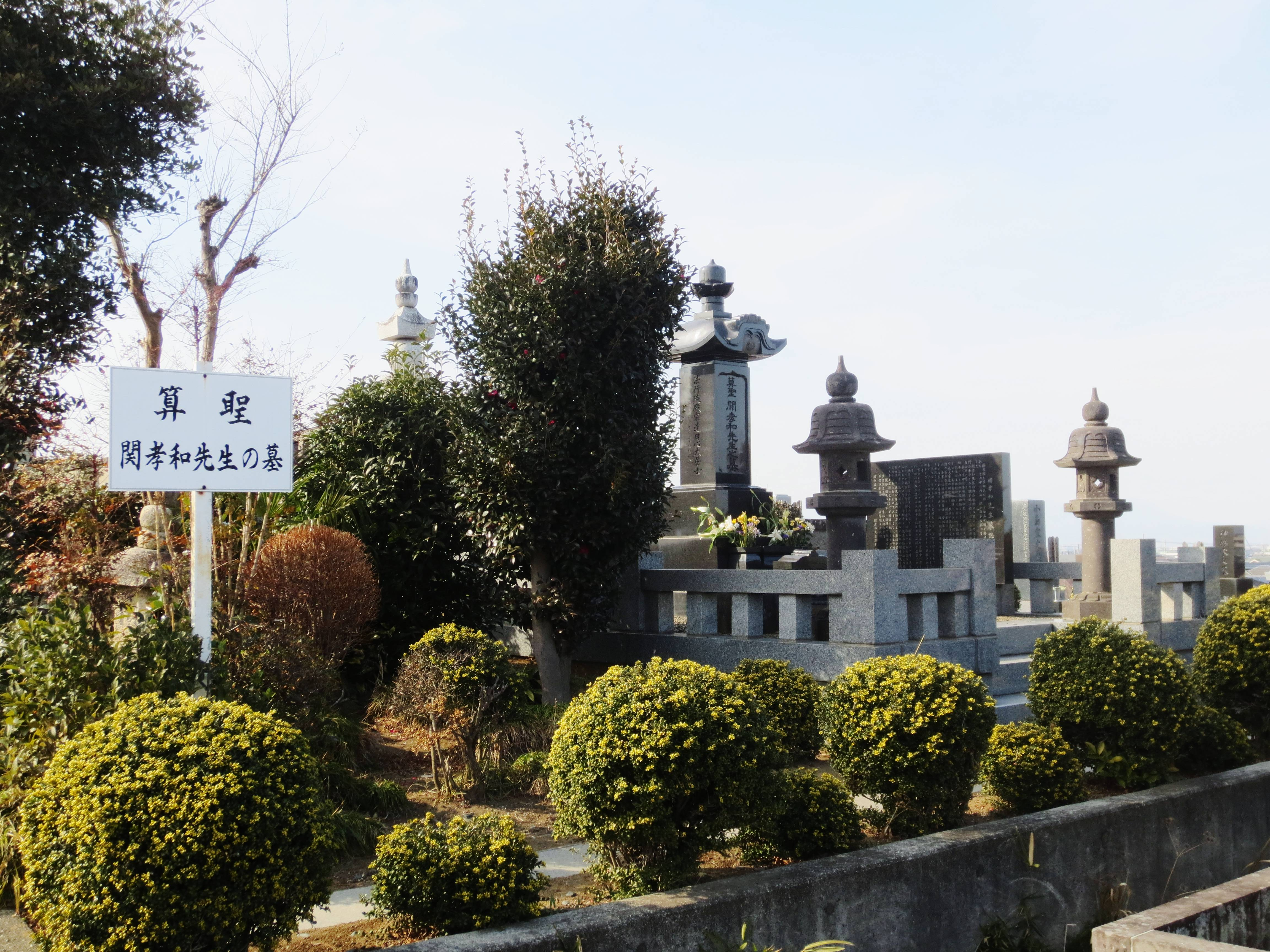
Sekis grav
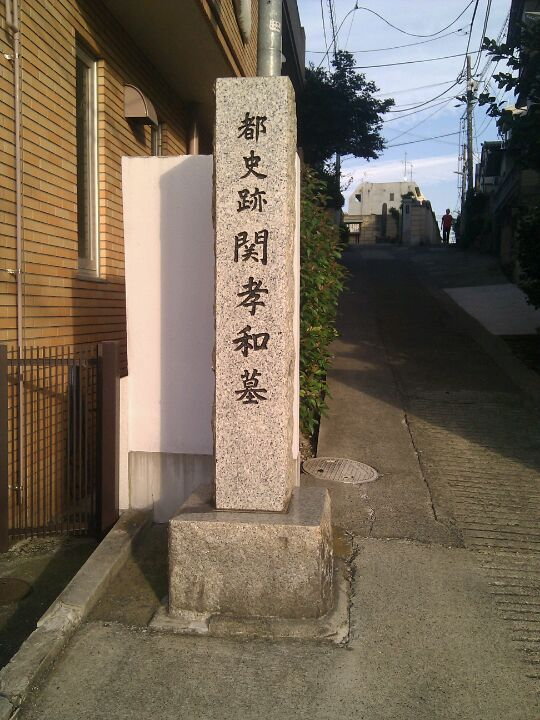
Sekis gravsten utanför Jyōrin-ji-templet i Tokyo